# 內勒 (喬治亞州)
內勒（英語：Naylor）是位於美國喬治亞州朗茲縣的一個非建制地區。該地的面積和人口皆未知。

## 地理
內勒的座標為30°54′31″N 83°04′42″W / 30.90861°N 83.07833°W，而該地的平均海拔高度為58米（即190英尺）。